# Porolithaceae
Porolithaceae, porodica crvenih algi, dio reda Corallinales. Sastoji se od tri potporodice i 31 vrste

## Potporodice
1. Floiophycoideae R.A.Townsend & Huisman
2. Metagoniolithoideae H.W.Johansen
3. Porolithoideae A.Kato & M.Baba